# Lois Burwell
Lois Jane Burwell (Hampstead, 1957) è una truccatrice britannica, vincitrice dell'Oscar al miglior trucco alla 68ª edizione della cerimonia di premiazione degli Oscar (Brave Heart).

## Biografia
Prima vicepresidente dell'Academy (2020-2021), Lois Burwell è sposata dal 1998 con il direttore della fotografia John Toll, anch'egli vincitore dell'Oscar in Braveheart e in Vento di passioni. Ha lavorato di frequente con Steven Spielberg.

## Curiosità
- Jodie Foster è stata truccata da Lois Burwell per il film Hotel Artemis, affinché assumesse il sembiante d'un'infermiera di 70 anni.[2]